# Polizeihauptkommissar
Polizeihauptkommissar (PHK) bzw. Polizeihauptkommissarin (PHKin) ist eine Amtsbezeichnung von Polizeivollzugsbeamten bei der deutschen Polizei im gehobenen Dienst (je nach Bundesland sind auch andere Bezeichnungen eingeführt worden, zum Beispiel Qualifikationsebene 3). Bei der Kriminalpolizei heißt die entsprechende Amtsbezeichnung Kriminalhauptkommissar (KHK) bzw. Kriminalhauptkommissarin (KHKin).
Polizeihauptkommissare sind in die Besoldungsgruppen (BesGr) A 11 oder A 12 eingereiht. Bei der Beförderung zum Hauptkommissar A 11 handelt es sich um das zweite Beförderungsamt in der Laufbahn des gehobenen Polizeivollzugsdienstes. Hauptkommissare A 12 werden nicht ernannt, sondern lediglich per Verfügung in eine Planstelle eingewiesen. Es handelt sich hierbei um keine Ernennung im beamtenrechtlichen Sinne (vgl. dazu für den Bund § 10 Abs. 1 Nr. 3 BBG), da kein Amt mit einer anderen Amtsbezeichnung verliehen wird.
Soweit Polizeihauptkommissare in Besoldungsgruppe A 11 eingeordnet sind, versehen sie ihren Dienst typischerweise als Führungs- oder Fachkraft wie z. B. als Dienstgruppenleitung, wichtige Sachbearbeitung z. B. in Stäben, herausgehobene Streifenführung, Truppführung oder als Lehr- bzw. Ausbildungspersonal in den polizeilichen Bildungseinrichtungen. Polizeihauptkommissare sind Ermittlungspersonen der Staatsanwaltschaft. Sie nehmen, insbesondere ab Einweisung in A 12, in vielen Bundesländern direkte oder indirekte Führungsaufgaben wahr. Typische Verwendungen sind z. B. Dienststellen- oder Organisationseinheitsleitungen (z. B. Leitung von Polizeistationen, Kommissariaten oder Wachen, Sachbereichen oder Sachgebieten in Stäben), insbesondere aber auch stellvertretende Dienststellen- oder Organisationseinheitsleitungen, Dienstgruppenleitungen auf großen Revieren/Stationen/Kommissariaten, Zugführung in geschlossenen Einheiten (Bereitschaftspolizei), bedeutende Sachbearbeitungen z. B. in Ministerien oder Stäben, oder spezielle Fachverantwortungen in polizeilichen Bildungseinrichtungen z. B. als Fachgebietsleitung oder als besonders erfahrene Fachlehrer.
Die nächstniedrige Amtsbezeichnung ist „Polizeioberkommissar“ (BesGr A 10), die nächsthöhere Amtsbezeichnung ist „Erster Polizeihauptkommissar“ (BesGr A 13).
Das Dienstgradabzeichen besteht aus drei silbernen Sternen (bei A 12 in vielen Bundesländern wie z. B. Bayern oder Berlin auch vier silberne Sterne)  auf dunkelblauem Grund (bei der Wasserschutzpolizei und beim Bundespolizeiamt zur See aus einer Goldtresse à acht mm zwischen zwei Goldtressen à zwölf mm). In einigen Bundesländern (z. B. Küstenwache, Brandenburg, Sachsen) tragen PHK (A12) der Wasserschutzpolizei auch zwei Goldtressen à 8 mm zwischen zwei Goldtressen à 12 mm. Die ansonsten diese Klappen tragenden Ersten Polizeihauptkommissare (EPHK) tragen In diesen Ländern/Einheiten Klappen mit drei Goldtressen à 8 mm zwischen zwei Goldtressen à 12 mm.

Schutzpolizei A 11
Schutzpolizei A 12
Schutzpolizei A 12 in Baden-Württemberg und Sachsen
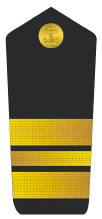
Wasserschutzpolizei

| Niedrigere Amtsbezeichnung Polizeioberkommissar | Aktuelle Amtsbezeichnung Polizeihauptkommissar | Höhere Amtsbezeichnung Erster Polizeihauptkommissar |
| Laufbahn: mittlerer Dienst – gehobener Dienst – höherer Dienst Alle Amtsbezeichnungen auf einen Blick: siehe Amtsbezeichnungen der deutschen Polizei. |                                                |                                                     |